# Frakcijska destilacija
Frakcijska destilacija je tehnički proces kojim se rastavljaju smjese kapljevina različitih vrelišta u frakcije. Rastavljanje se postiže destilacijom u destilacijskim ili rektifikacijskim kolonama. Destiliranjem nastaje para. Lakša tvar kondenzira se, a tekuća faza ostaje. Kondenzat se više puta destilira. Najviše se primjenjuje u rafinerijama nafte ( → frakcijska destilacija nafte).